# Niphetophora maleci
Niphetophora maleci är en skalbaggsart som beskrevs av Legrand 2004. Niphetophora maleci ingår i släktet Niphetophora och familjen Cetoniidae. Inga underarter finns listade i Catalogue of Life.